# Бирх-Гиршфельд, Феликс Виктор
Феликс Виктор Бирх-Ги́ршфельд (нем. Felix Victor Birch-Hirschfeld; 2 мая 1842, Рендсбург — 19 ноября 1899, Лейпциг) — немецкий патолог, с 1885 года профессор патологической анатомии в Лейпцигском университете и директор Патологического института там же.
Бирх-Гиршфельд обучался в Лейпцигском университете у Карла Вундерлиха и Эрнста Леберехта Вагнера. В 1885 году сменил Юлиуса Фридриха Конгейма на должности заведующего кафедрой патологической анатомии в Лейпцигском университете.
Бирх-Гиршфельд внёс большой вклад в области бактериологии, специализировался на изучении туберкулёза. В качестве представителя Лейпцигского университета в 1891—1900 годах являлся депутатом первой палаты саксонского ландтага.
Бирх-Гиршфельд был членом гамбургской масонской ложи «Ferdinand zum Felsen», затем дрезденской ложи «Zum goldenen Apfel».
Сын Феликса Виктора Бирх-Гиршфельд Артур — профессор офтальмологии в Кёнигсбергском университете.
После его смерти на должности заведующего кафедрой патологической анатомии в Лейпцигском университете работал Маршан, Феликс.

## Труды
- «Lehrbuch der pathol. Anatomie» (5 изд., Лпц., 1896),
- «Die Skrofulöse u. Affektionen der Lymphdrüsen» (в учебнике Цимсена, т. XIII, 1879),
- «Die Krankheiten der Leber und der Milz» (в многотомном издании Карла Гергарда «Handbuch der Kinderkrankheiten», 1880),
- «Grundriss der allgemeinen Pathologie» (Лпц., 1892). Последний труд переведён на русский язык.